# 札幌第1合同庁舎
札幌第1合同庁舎（さっぽろだいいちごうどうちょうしゃ）は、北海道札幌市にある建築物（合同庁舎）。JR札幌駅北口付近にあり、北海道開発局や北海道財務局などが位置する国の行政施設である。鉄骨、一部は鉄骨鉄筋コンクリートが用いられている建物は環境に配慮した構造となっており、省エネルギーを意識している。地上18階建て、地下2階、駐車場ほか、広いエレベーターや公衆電話などの車いすを考慮したバリアフリー設計も見られる。所在地は北海道札幌市北区北8条西2丁目1番1号。

## 概要
札幌第1合同庁舎は1986年3月、先導的に地域の中心となる施設としての役割を担い、よりよい都市環境を形成することに貢献する目的で建設が始まった。建築材は鉄骨と一部に鉄骨鉄筋コンクリートを用い、着工から3年後の1989年6月、建物が北海道札幌市北区北8条西2丁目1番1号の位置に竣工へと至った。敷地面積は1万1649.09平方メートルに及び、駐車場や緑地も併設されている。この緑地の設置は合同庁舎の建物を高層に建てた結果可能になったもので、札幌駅側の緑地には市民が散歩などに利用できるよう、曲線を描いた散策路が敷かれている。また、建物自体は地下2階、地上18階建のほかに1階建の塔屋部からなり、面積は5万3030.52平方メートルである。
建物は省エネルギーを考慮した設計になっており、外壁に取り付けられている単窓は効率的な採光が可能になるよう造られたものである。また、周囲の環境に配慮した単調な色彩の外壁、降雪の多い札幌市の気候を考えて縦横に揃えられた熱線反射ガラス窓の配置などが建物の外観や造りをシンプルなものにした。さらに、地震など大規模な災害が起こった場合の活動拠点となる建物であるため、耐震性や耐火性、身体に障害を持つ人々や高齢の人々にも利用しやすい設計となっている。
その他、建物内に位置する北海道開発局の営繕部では、官庁施設における総合的環境対策を推進、官公庁施設のほか公共建築物にも環境対策を遂行するように定めた、「北海道開発局営繕グリーン化推進計画」を掲げた。各官庁施設が機能する時間を考慮して、省エネルギーなど環境負荷削減を推進するこの計画には、最も規模の大きい一般事務を行う庁舎、および北海道の中心となる庁舎の一つである、札幌第1合同庁舎もグリーン化を実施する官公庁の建築物の一つに含まれた。庁舎の屋上に太陽光発電装置を設置して年間の電力を削減するなど、札幌第1合同庁舎は環境負荷を低減する庁舎グリーン化改修の先導的役割を担った。

## 主な機関
- 総務省北海道総合通信局
- 法務省札幌法務局
- 財務省北海道財務局
- 厚生労働省北海道厚生局
- 厚生労働省北海道労働局
  - 雇用助成金さっぽろセンター
- 中央労働委員会事務局北海道地方事務所
- 経済産業省北海道経済産業局
- 国土交通省北海道開発局
- 環境省北海道地方環境事務所

## アクセス
- JR札幌駅北口より、徒歩およそ5分
- 札幌市営地下鉄南北線さっぽろ駅1番出口より、徒歩およそ8分
- 札幌市営地下鉄東豊線さっぽろ駅17番出口より、徒歩およそ4分